# V1405 Cassiopeiae
V1405 Cassiopeiae, även känd som Nova Cassiopeiae 2021, var en nova i stjärnbilden Cassiopeia. Den nådde en högsta ljusstyrka på magnitud 5,449 den 9 maj 2021, vilket innebar att den var synlig för blotta ögat. Den upptäcktes av den japanske amatörastronomen Yuji Nakamura från Kameyama, Japan den 18 mars 2021. Novan obseverades först av Nakamura i fyra 15 sekunders CCD-exponeringar med en 135 mm F/4-lins, när den var på magnituden 9,3. Ingenting sågs ljusare än magnitud 13,0 med samma utrustning i exponeringar gjorda den 14 mars 2021.

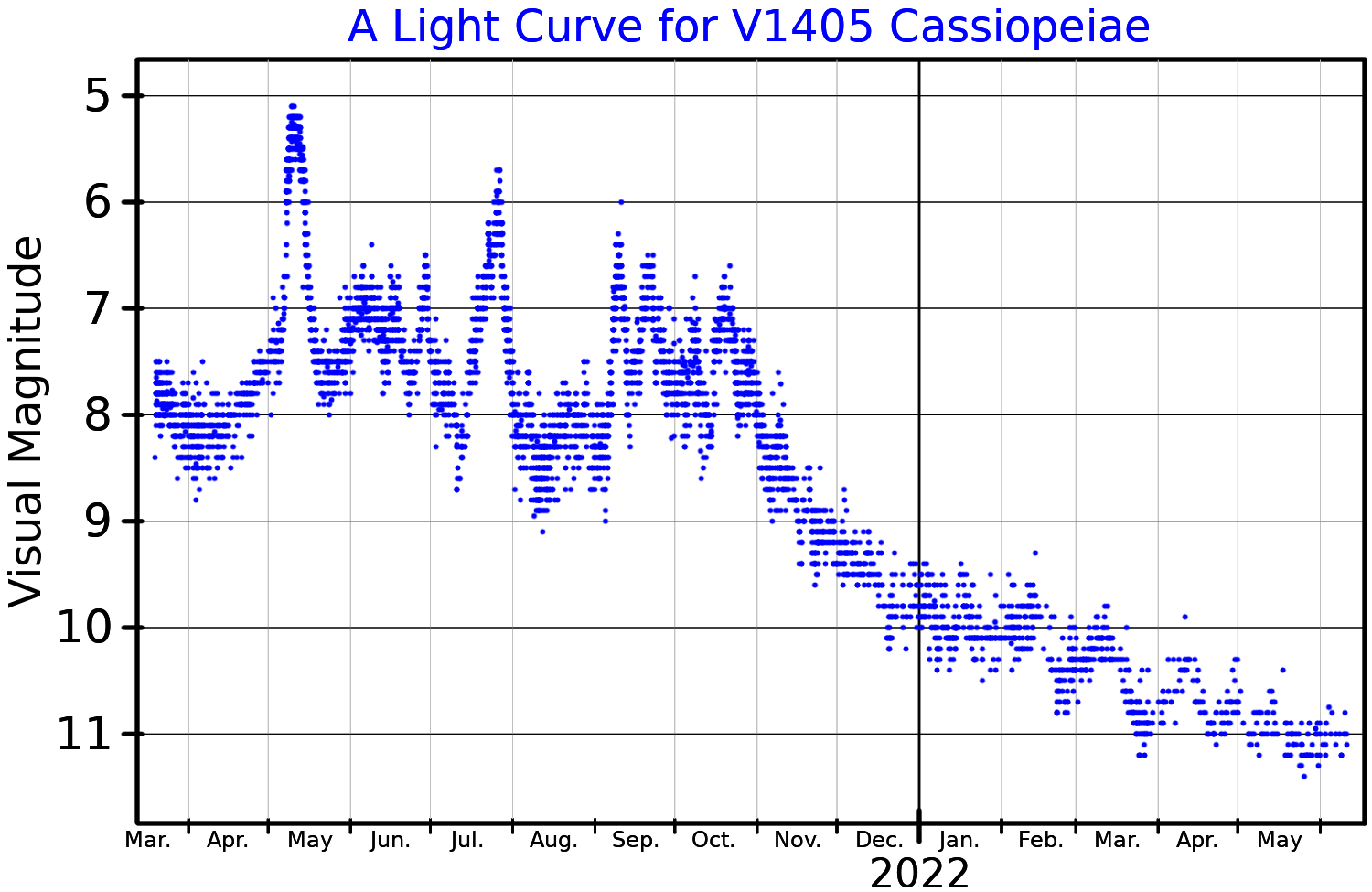
Ljuskurva i visuella bandet för V1405 Cassiopeiae, plottad från AAVSO-data.

Under de första sju månaderna efter upptäckten stannade novans ljusstyrka på en bred platå, och bleknade och ljusnade upp minst åtta gånger. Det anses därmed vara en mycket långsam nova. Efter den sju månader långa serien av toppar började Nova Cassiopeiae en linjär nedgång i ljusstyrka. Denna nova har observerats i hela det elektromagnetiska spektrumet, från radio- till gammastrålning.
Alla novor är dubbelstjärnor, bestående av en vit dvärg som kretsar kring en "donatorstjärna" från vilken den vita dvärgen samlar material. Spektra tagna av Nova Cassiopeiae vid maximal ljusstyrka visade att nova var en typ FE II-nova. Utstötningen från en FE II-nova tros komma från ett stort omgivande hölje av gas (som tagits från givarstjärnan), snarare än den vita dvärgen. TESS- observationer avslöjade en omloppsperiod på 4,52138 ± 0,00012 timmar för dubbelstjärnan.